# 338. pr. Kr.
◄ | 5. stoljeće pr. Kr. | 4. stoljeće pr. Kr. | 3. stoljeće pr. Kr. | ►
◄ | 360-ih pr. Kr. | 350-ih pr. Kr. | 340-ih pr. Kr. | 330-ih pr. Kr. | 320-ih pr. Kr. | 310-ih pr. Kr. | 300-ih pr. Kr. | ►
◄◄ | ◄ | 341. pr. Kr. | 340. pr. Kr. | 339. pr. Kr. | 338 pr. Kr. | 337. pr. Kr. | 336. pr. Kr. | 335. pr. Kr. | ► | ►►
Astronomija

## Smrti
- Arhidam III., spartanski kralj

## Vanjske poveznice
|  | Zajednički poslužitelj ima još gradiva o temi 338. pr. Kr. |